# Ґронди (Соколовський повіт)
Ґронди (пол. Grądy) — село в Польщі, у гміні Стердинь Соколовського повіту Мазовецького воєводства.
Населення — 66 осіб (2011).
У 1975-1998 роках село належало до Седлецького воєводства.

## Демографія
Демографічна структура станом на 31 березня 2011 року:
|          | Загалом | Допрацездатний вік | Працездатний вік | Постпрацездатний вік |
| -------- | ------- | ------------------ | ---------------- | -------------------- |
| Чоловіки | 35      | 7                  | 20               | 8                    |
| Жінки    | 31      | 5                  | 14               | 12                   |
| Разом    | 66      | 12                 | 34               | 20                   |